# جراحة المفصل العجزي الحرقفي غير الوظيفي
المفصل العجزي الحرقفي هو مفصل مزدوج في الحوض يربط بين العجز والحرقفة. وبسبب موقعه في أسفل الظهر، قد يسبب المفصل العجزي الحرقفي غير الوظيفي ألم أسفل الظهر و/أو الساق. يمكن أن يكون ألم الساق الناجم شديدًا، بشكل مشابه لألم عرق النسا أو الانزلاق الغضروفي. وفي حين أن العلاجات غير الجراحية فعالة عند بعض المرضى، يجد آخرون أن جراحة المفصل العجزي الحرقفي غير الوظيفي هي الطريقة الوحيدة لتخفيف الألم.
يُشخّص الخلل الوظيفي في المفصل العجزي الحرقفي من قبل الطبيب. يجب أن تُجرى الجراحة السابقة عند استيفاء معايير معينة فقط. يمكن بعد ذلك تقييم الخيارات الجراحية، كدرجة البَضْع الجراحي، عند اتخاذ القرار بشأن خطة العلاج.
في حال حدوث مضاعفات، فإنها غالبًا ما تكتشف مبكرًا (أثناء الجراحة أو بعد فترة وجيزة) وترتبط بالأسلوب الجراحي. تختلف النتائج والآثار تبعًا للمريض والآلية الإمراضية والجراح والإجراءات والأساليب.

## التاريخ
وُصِفَت جراحة المفصل العجزي الحرقفي لأول مرة في عام 1926 في مجلة جراحة العظام والمفاصل. وبعد انتشارها، وُثّق الإجراء الأصلي في الكثير من المنشورات والممارسات لما يقرب من قرن.
تحسنت العمليات الجراحية للمفصل العجزي الحرقفي بعد ذلك بشكل ملحوظ بعد أن كانت تفتقر إلى الأدوات والأجهزة. ظهر أول استخدام لأدوات جراحة المفصل العجزي الحرقفي عام 1987 مع استخدام القطع الخزفية للمساعدة في دمج المفصل. شهد عام 2001 ظهور قضبان ومسامير العمود الفقري لتسهيل التثبيت الداخلي. وُثّقت التحسينات المستمرة كقيام الجراحين بتصغير حجم البضع مع تجنب إصابة الأنسجة كالعضلات والأوعية الدموية والأعصاب. تستخدم جراحة المفصل العجزي الحرقفي الحديثة أنظمة جهازية لتحد من حجم البضع ما أمكن.
نُشر أول كتاب جراحي في جراحة المفصل العجزي الحرقفي في عام 2014.

## التشخيص
نحصل على تشخيص المفصل العجزي الحرقفي غير الوظيفي من تاريخ المريض والتقييم السريري والحقن لمرة أو أكثر. الحقن التشخيصي هو المعيار الذهبي، ويستخدم عاملًا مخدرًا مديد المفعول مع صبغة شعاعية. يمكن إجراء التشخيص بعد الحقن في الرباط المستعرض العجزي الحرقفي الخلفي.

## العلاج المحافظ
لا يوجد حاليًا تدبير علاجي قياسي يجب أن يسبق جراحة المفصل العجزي الحرقفي. ومع ذلك، فقد صُمّمت خوارزمية (2010) لإرشاد عملية العلاج قبل إلزام المريض بالجراحة. تسمح هذه الخوارزمية باستخدام علاجات بديلة (العلاج بالحقن التجديدي والاستئصال العصبي بالأمواج الراديوية والعلاج بالتبريد والوخز بالإبر وغيرها) إذا رغب الطبيب أو المريض.

## الخيارات الجراحية
عند الاستعداد للعمل الجراحي على المفصل العجزي الحرقفي، يجب على الجراح مراعاة الدرجة المطلوبة من البضع، والأسلوب الجراحي (الانشطار اللفافي الذي يكون على الخط الناصف الخلفي والوحشي الخلفي والوحشي الخلفي السفلي والوحشي والأمامي)، والأجهزة، ونوع مادة تطعيم العظام (الطعم الذاتي والطعم الخيفي والطعم الغيري)، ونوع المادة المعززة للتطعيم العظمي (بروتينات التخليق العظمي). وهناك اعتبار آخر هو تحمل الوزن المطلوب بعد العملية الجراحية للمريض، إذ تؤدي بعض الإجراءات إلى تحمل الوزن الكامل، بينما يؤدي البعض الآخر إلى تحمل جزئي فقط.
تشمل معايير التشخيص الحالية (غير القياسية، ولكن المقبولة بشكل عام) ما لا يقل عن 6 أشهر من الألم المزمن وفشل العلاجات السابقة والعجز عن القيام بالأنشطة اليومية والحقن التشخيصي. لا يوجد أي إجراء جراحي قياسي حالي، على الرغم من أن بعض الجراحين يفضلون اتباع نهج علاجي يعتمد على تدريبه أو خبرته (هناك بعض الاستثناءات).
الإجراء الأكثر استخدامًا هو الأسلوب الوحشي بأقل غزو جراحي ممكن. أحد التفسيرات الرئيسية لهذا الإجراء يرجع إلى إدارة الأغذية والأدوية (إف دي إيه) التي مكنت عبر القانون الفدرالي الأمريكي للغذاء والدواء ومواد التجميل (510(k)) من استعمال الأجهزة التي لها سوابق موثوقة قبل عام 1976. وقد حازت الكثير من الأنظمة الوحشية بأقل غزو ممكن على هذا التخصيص.
تتفرد بعض الإجراءات بأنها لا تعتمد على دمج المفصل.

## المضاعفات
الجراحة على المفصل العجزي الحرقفي غير الوظيفي هي إجراء اختياري ولا يجب أن يكون حالة طارئة. يجب أن يمنع التخطيط والإعداد قبل الجراحة أو يقلل من احتمال حدوث معظم المضاعفات. ومع ذلك، إلى جانب المضاعفات العامة التي تنتج عن أي جراحة ترميمية، ترتبط مضاعفات محددة بجراحة المفصل العجزي الحرقفي.
يقع المفصل العجزي الحرقفي في منتصف المسافة بين الجانبين البطني والظهري للجسم في عمق الحوض، وهو موقع قريب من عدة بنى حيوية. تشمل هذه البنى على بعد بضعة سنتيمترات من المفصل العجزي الحرقفي العجز والحرقفة والعصب الوركي والأعصاب العجزية الظهرية والبطنية والضفيرة القطنية والشريان الإليوي العلوي والأوعية الحرقفية والأمعاء الغليظة. بينما يمكن إصابة هذه البنى أثناء أي نوع من إجراءات المفصل العجزي الحرقفي غير الوظيفي، يترافق الأسلوب الوحشي بأقل غزو ممكن بالكثير من المضاعفات.

## النتائج
لم تُقيّم النتائج الجراحية التالية لتصحيح المفصل العجزي الحرقفي من قبل دراسات متعددة المراكز بعد. أجريت الكثير من المقالات الخاضعة لمراجعة الأقران، ووصفت معدل النجاح أو الرضا بشكل عام بمعدل 70-80%. ومع ذلك، أشار مقال واحد إلى النتائج السيئة، إذ كان 18% فقط من المرضى راضين.
أثبتت الجراحة أنها فعالة أيضًا في بعض الأمراض التي تسبب الخلل الوظيفي للمفصل العجزي الحرقفي. الاستثناء الوحيد هو اعتلال المفاصل الالتهابي، والذي تسبب الجراحة فيه اختلاطات كثيرة. 

## المستقبل
العمليات الجراحية على المفصل العجزي الحرقفي غير الوظيفي هي الآن في مهدها، على الرغم من التقدم الكبير الذي حققته. هناك حاجة لدراسات مستقبلية ومتعددة المراكز لنقل هذه الجراحة إلى الأساس المعرفي في التعليم الجراحي والجمعيات الجراحية. ومن المتوقع أن يتواصل التطور في هذه الجراحة عبر تطبيق العلم بشكل أكبر في تشخيص وعلاج الخلل الوظيفي للمفصل العجزي الحرقفي.